# Општинске лиге Србије у фудбалу
Општинске лиге су седми ниво лигашких фудбалских такмичења у Србији. Овај степен такмичења је у сличном или истом облику постојао одавно, тренутно сваки општински/градски савез је дужан да организује лигу и да руководи њом. У случају да један савез не може сам да оформи лигу, придружују се суседом савезу и заједно формирају удружену лигу. Тренуто укупно има 57 лига у овом рангу такмичења.
Виши ранг такмичења су разне Међуопштинске лиге (52 лиге), а нижи Друге општинске лиге (6 лига).

## Општинске лиге:
Лиге под ингеренцијом општинcког савеза :
- Друга градска лига Краљево група Ибар
- Друга градска лига Краљево група Морава
- Општинска лига Петровац на Млави група Запад
- Општинска лига Петровац на Млави група Исток
- Општинска лига Жабари
- Општинска лига Рача
- Општинска лига Аранђеловац
- Општинска лига Лозница
- Општинска лига Шабац група Мачва
- Општинска лига Шабац група Поцерина
- Општинска лига Владимирци
- Општинска лига Свилајнац
- Општинска лига Деспотовац
- Општинска лига Трстеник
- Општинска лига Варварин
- Општинска лига Барајево
- Општинска лига Сопот
- Општинска лига Богатић
- Општинска лига Топола
- Општинска лига Кнић
- Општинска лига Младеновац
- Општинска лига Мало Црниће
- Општинска лига Жагубица
- Општинска лига Баточина
- Општинска лига Љубовија
- Општинска лига Александровац
- Општинска лига Ћуприја
- Општинска лига Инђија - Стара Пазова
- Општинска лига Шид
- Општинска лига Пећинци
- Општинска лига Сремска Митровица (1. разред)
- Општинска лига Рума - Ириг (1. разред)
- Општинска лига Алибунар - Пландиште
- Општинска лига Вршац - Бела Црква
- Друга општинска лига Уб
- Прва општинска лига Параћин
- Прва општинска лига Јагодина
- Прва општинска лига Лазаревац
- Прва општинска лига Обреновац
- ГФЛ Пожаревац група "Дунав"
- ГФЛ Пожаревац група "Млава"
- Општинска лига Голубац
- Општинска лига Велико Градиште

Лиге под ингеренцијом градског савеза :
- Трећа лига Крагујевца
- Градска лига Пожаревац
- Друга лига ФСГ Ваљево
- Б лига ФСГ Зрењанин
- Градска лига Лесковац група Север
- Градска лига Лесковац група Југ
- Градска лига Крушевац група Јастребац
- Градска лига Крушевац група Расина
- Градска лига Крушевац група Морава
- Трећа Београдска лига група А
- Трећа Београдска лига група Б